# Толоза (Низа)
Толоза (порт. Tolosa) — район (фрегезия) в Португалии, входит в округ Порталегре. Является составной частью муниципалитета Низа. По старому административному делению входил в провинцию Алту-Алентежу. Входит в экономико-статистический субрегион Алту-Алентежу, который входит в Алентежу. Население составляет 1122 человека на 2001 год. Занимает площадь 23,43 км².
Покровителем района считается Дева Мария (порт. Nossa Senhora da Encarnação).